# Песек (Трст)
Песек (итал. Pesek, словен. Pesek) је насеље у Италији у округу Трст, региону Фурланија-Јулијска крајина.
Према процени из 2011. у насељу је живело 92 становника. Насеље се налази на надморској висини од 473 м.